# Yann-Fanch Kaba
 (août 2020).
Si vous disposez d'ouvrages ou d'articles de référence ou si vous connaissez des sites web de qualité traitant du thème abordé ici, merci de compléter l'article en donnant les références utiles à sa vérifiabilité et en les liant à la section « Notes et références ».
Pour les articles homonymes, voir Kaba.
Yann-Fañch Kaba, Jean-François Quaba à l'état-civil, né à Gouézec, le 10 juin 1895 et mort à Wolfen, le 10 septembre 1944, est un écrivain français, dont la langue d'expression littéraire était le breton.

## Biographie
Il était né de Louis Quaba, scieur, et d'Anne Briant, couturière. Le nom de son père avait été donné à celui-ci, parce qu'il avait été trouvé, nouveau-né, dans un cabas.
Il fait des études au séminaire.

Il est mobilisé dans l'infanterie en 1914 et combat sur le front, d'où il expédie des poèmes en breton pour  Kroaz ar Vretoned. Il reste dans l'armée et envoie une lettre en breton au même journal. En 1944, c'est sur le thème du passage de l'Équateur qu'il fait paraître un texte dans Arvor. 

Ayant quitté l'armée en 1922, il milite successivement dans les partis indépendantistes bretons, dont l'organe est Breizh Atao. Pendant la Seconde Guerre mondiale, il est inspecteur des ventes du journal du Parti national breton, L'Heure bretonne.

Se sentant menacé pour faits de collaboration, il se réfugie en Allemagne en 1944 et y meurt au cours d'un bombardement.

## Auteur d'un journal maritime en breton
Trema an Heol o sevel (Vers le Soleil levant), seul livre  paru sous son nom, est édité en 1943 chez Skridou Breizh. C'est le journal de son voyage de Pleyben à Madagascar, en passant par l'Égypte, le Kenya, Tanganyika, Zanzibar et les Comores qui dura sept mois (de février à août 1930). 